# Aérospatiale Alouette II

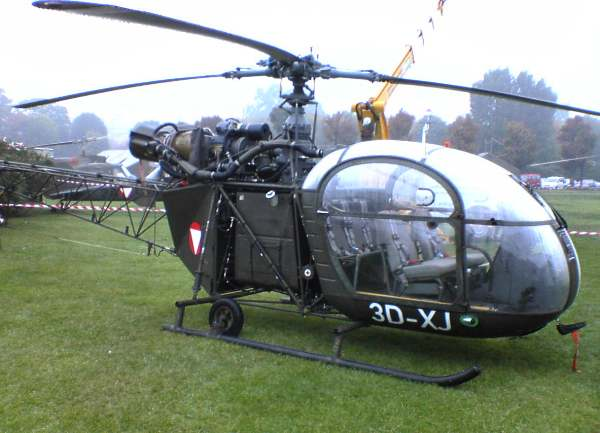
Aloutte II van de Oostenrijkse luchtmacht.

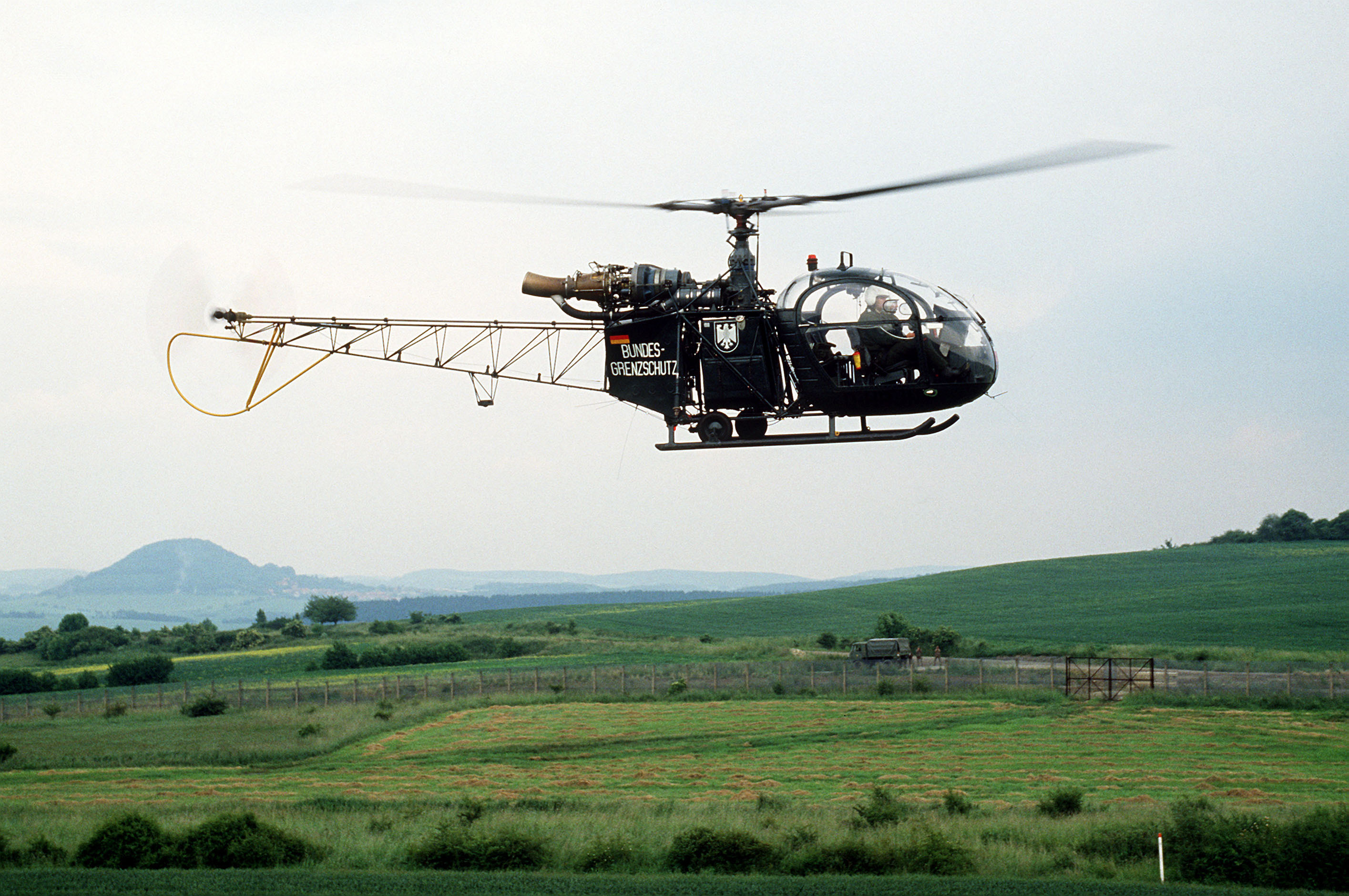
Een Alouette II van de West-Duitse grenswacht anno 1985.

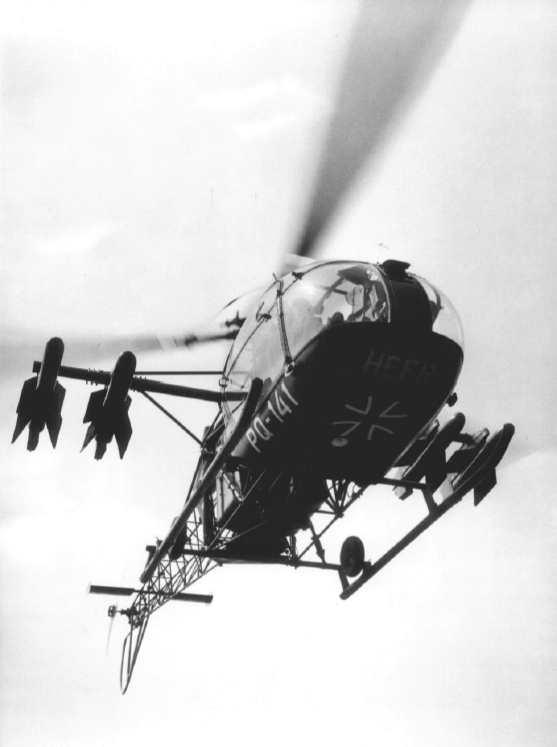
Een Alouette II met antitankraketten van de Duitse luchtmacht anno 1960.

De Aérospatiale Alouette II is een licht helikoptermodel van de Franse vliegtuigbouwer Aérospatiale. Het was waarschijnlijk de eerste echte lichte multi-inzetbare helikopter. De naam Alouette is Frans voor leeuwerik.

## Ontwikkeling
De Alouette werd begin jaren 1950 ontworpen door Sud Aviation als een driezitshelikopter bestemd voor de landbouw. Dit toestel, de SE 3120, vloog voor het eerst in 1955. Het had een stermotor van Salmson. Omdat de Alouette te onhandelbaar was werd meteen verdergegaan met de ontwikkeling zonder dat het toestel in productie ging. De Aloutte II kreeg een turboshaft van Turboméca. De eerste, de SE 3130, steeg een eerste maal op op 12 maart 1955. Op 6 juni zette de helikopter een hoogterecord van 8209 meter neer. Op 13 juni verbeterde het toestel dit record verder tot 10.984 meter. Een jaar later werden de eerste drie productietoestellen gebouwd. Op 2 mei 1956 werd het gecertifieerd door de Franse autoriteiten en kwam het op de internationale markt.
Op 3 juli 1956 haalde de Alouette II het nieuws als de eerste helikopter die een persoon van een berg evacueerde. Tegen september 1960 waren reeds 598 besteld en werd het toestel ook in licentie geproduceerd door Saab in Zweden en door Republic in de Verenigde Staten. Ook werd een variant ontwikkeld met een zuiniger motor die SA 3180 heette en vanaf 1964 in productie ging. De Alouette bleef uiteindelijk in productie tot 1975. Tegen dan waren ruim 1300 exemplaren gebouwd. Het werd in ruim 80 landen gebruikt door onder meer 47 luchtmachten. India en Brazilië bouwden hun eigen varianten van het toestel. Frankrijk, West-Duitsland en België waren in Europa de grootste militaire gebruikers. India gebruikte het toestel in zijn Lama-configuratie vooral om zijn klimvermogen in de Himalaya.

## Nederland
In 1959 ontving de Koninklijke Luchtmacht 8 Aérospatiale Alouette II helikopters (H-1 t/m H-8) met lier die werden ingedeeld als ‘SAR vlucht’ of ‘Search And Rescue/Tactical Air Rescue-detachement’ bij 298 Squadron op Ypenburg, met dependances op Vliegbasis Leeuwarden en op de Waddeneilanden.:p395
Later werden de heli’s in een aparte eenheid ondergebracht: 303 Search and Rescue Squadron
In 1963 werden de Alouette II’s bij 303 Search and Rescue Squadron vervangen door vijf Alouette III's.:p160,161,395
Het Nationaal Militair Museum beschikt over de Alouette II "H-4". Het betreft de in KLu kleuren geschilderde oorspronkelijk Belgische Alouette II "A-29". Is (maart 2018) echter in NMM niet te zien want staat in "opslag" in het depot.

## Overige specificaties
Bemanning1
Lengte9,7 m
Hoofdrotor1 × 3 bladen
Staartrotor1 × 2 bladen
Motorvermogen360 pk
Topsnelheid185 km/h
Klimsnelheid4,2 m/s

## Varianten
SE 3130 Alouette IISA 313B Aloutte II vanaf 1967.
SE 3131 GouverneurPassagiersversie die tot de Alouette III leidde.
SE 3140 Alouette IINooit geproduceerde versie.
HKP 2 Alouette IISE 3130 onder Zweedse licentie.
SE 3150 Alouette AstazouVersie met Turboméca Astazou-motor en transmissie van de Alouette III.
SE 3180 Alouette IIAfgeleide van de SE 3150 die vanaf 1967 SA 318C Alouette II heette.
HAL ChetakSE 3180 onder Indische licentie.
SA 315B LamaAfgeleide van de SE 3150 voor extreme hoogtes. De variant houdt reeds sinds 1972 het hoogterecord voor helikopters met 12.442 meter.
HAL CheetahSA 315B Lama onder Indische licentie.
HAL LancerVerbetering van de HAL Cheetah.
HB 315B GaviaoSA 315B Lama onder Braziliaanse licentie.

## Gebruikers
- Angola
- Argentinië
- Oostenrijk (16)
- België (81)
- Benin
- Biafra
- Bolivia
- Brazilië
- Cambodja (8)
- Kameroen
- Centraal-Afrikaanse Republiek

- Chili
- Ivoorkust (2)
- Djibouti
- Dominicaanse Republiek (2)
- Ecuador
- El Salvador
- Finland (2)
- Frankrijk (363)
- Duitsland (267)
- Guinee-Bissau
- India (250+)

- Indonesië (3)
- Israël (4)
- Laos (2)
- Libanon (3)
- Mexico (2)
- Marokko (14)
- Nederland (8)
- Pakistan (12)
- Peru (6)
- Portugal (7)
- Roemenië (2)

- Senegal
- Zuid-Korea
- Zuid-Afrika (7)
- Zuid-Vietnam
- Zweden (25)
- Zwitserland (30)
- Togo
- Tunesië (8)
- Turkije
- Verenigd Koninkrijk (17)
- Zaïre (3)